# Maksymilianowo (województwo kujawsko-pomorskie)
Maksymilianowo (niem. Maxthal) – wieś sołecka w Polsce, w województwie kujawsko-pomorskim, w powiecie bydgoskim, w gminie Osielsko.

## Podział administracyjny
W latach 1975−1998 miejscowość administracyjnie należała do województwa bydgoskiego.

## Krótki opis
W miejscowości znajduje się szkoła podstawowa, ośrodek zdrowia, punkt apteczny, 3 sklepy, kościół i cmentarz, obok którego znajduje się drugi, nieczynny cmentarz ewangelicki. 1 lipca 1992 w Maksymilianowie utworzona została rzymskokatolicka parafia św. Maksymiliana Kolbego.

## II wojna światowa
W Maksymilianowie w dniach 27-30 stycznia 1945, w czasie przygotowań do przełamania Wału Pomorskiego, mieściło się stanowisko dowodzenia dowódcy 1 Armii Wojska Polskiego, gen. dyw. Stanisława Popławskiego.

## Szlaki turystyczne
W Maksymilianowie znajduje się węzeł pieszych szlaków turystycznych:
- Szlak czerwony Klubu Turystów Pieszych „Talk”: Bydgoszcz Fordon – Osielsko – Bydgoszcz Opławiec – Gościeradz (32 km)
- Szlak czarny „Białego węgla”: Maksymilianowo – Samociążek – Koronowo (Tuszyny) – Koronowo (Pieczyska) – Koronowo (30 km)

## Transport i komunikacja
W miejscowości znajduje się stacja kolejowa Maksymilianowo. Przez wieś przejeżdża wariant linii 94 oraz 98, obsługiwane przez Miejskie Zakłady Komunikacyjne w Bydgoszczy, jako jedna z 4 linii międzygminnych.

## Sołectwo Maksymilianowo
Sołectwo Maksymilianowo jest jedną z 7 jednostek pomocniczych gminy Osielsko. W skład sołectwa poza Maksymilianowem wchodzi także Jagodowo. Jednostka obecnie (XII 2015) liczy łącznie 1653 osób i jest trzecim pod względem liczby ludności sołectwem w gminie.